# Кардиналовые
Кардиналовые (лат. Cardinalidae) — семейство птиц из отряда воробьинообразных (Passeriformes), имеют сходство с дубоносами. Ранее большинство систематиков относили кардиналов и родственные виды к овсянковым. Птицы этого семейства распространены на территории Северной, Центральной и Южной Америки. Живут они в лесах, питаются семенами, фруктами, насекомыми.
Имеют половой диморфизм. Семейство названо кардиналовыми из-за своего красного оперения (сходно с красной одеждой католических кардиналов).

## Классификация
В составе семейства выделяют 14 родов с 53 видами:
- Amaurospiza Cabanis, 1861 — Лысушки
- Cardinalis Bonaparte, 1838 — Настоящие кардиналы, или кардиналы
- Caryothraustes Reichenbach, 1850 — Толстоклювые кардиналы
- Chlorothraupis Salvin & Godman, 1883 — Ширококлювые танагры
- Cyanocompsa Cabanis, 1861 — Синие большеклювы[3]
- Cyanoloxia Bonaparte, 1850
- Driophlox Scott BF, Chesser, Unitt & Burns KJ, 2024
- Granatellus Bonaparte, 1850 — Гранателлы
- Habia Blyth, 1840 — Хабии
- Passerina Vieillot, 1816 — Овсянковые кардиналы
- Periporphyrus Reichenbach, 1850 — Чёрно-красные кардиналы
- Pheucticus Reichenbach, 1850 — Дубоносовые кардиналы
- Piranga Vieillot, 1808 — Пиранги
- Spiza Bonaparte, 1824 — Американские спизы